# Trey Gowdy
Harold Watson Gowdy III, detto Trey (Greenville, 22 agosto 1964), è un politico statunitense, membro della Camera dei Rappresentanti per lo stato della Carolina del Sud.

## Biografia
Nato a Greenville, Gowdy intraprese la carriera di avvocato e lavorò per molti anni nell'ambito legale.
Nel 2010 entrò in politica con il Partito Repubblicano e si candidò alla Camera dei Rappresentanti nel 4º distretto congressuale - che include Greenville e Spartanburg - contro il deputato repubblicano in carica Bob Inglis. Gowdy superò Inglis nelle primarie, ma fu necessario un ballottaggio, nel quale comunque Gowdy prevalse nettamente. Nel 2012 venne riconfermato per un altro mandato.
Quando, alla fine del 2013, uno dei due seggi della Carolina del Sud al Senato rimase vacante, Gowdy venne preso in considerazione dalla governatrice Nikki Haley come possibile sostituto, ma alla fine venne scelto il suo collega Tim Scott. È diventato una personalità politica nota a livello nazionale quando fu eletto capo della commissione che ha investigato sull'attacco alla sede diplomatica USA in Libia, dove fu ucciso l'Ambasciatore Christopher Stevens.
Trey Gowdy si configura come un fervente conservatore ed è un esponente del Tea Party. Il 31 gennaio 2018 rinuncia a ricandidarsi annunciando l'intenzione di ritirarsi dalla politica.